# Józef Wieczerzak
Józef Wieczerzak (ur. 4 grudnia 1925 w Wielkiej Nieszawce, zm. 28 stycznia 1975 w Olsztynie), etnograf polski, muzealnik, w latach 1962-1973 dyrektor Muzeum Budownictwa Ludowego w Olsztynku.

## Życiorys
W 1941 wraz z rodzicami został wysiedlony na Lubelszczyznę. U schyłku wojny wstąpił ochotniczo do Wojska Polskiego i uczestniczył w walkach na Odrze i Nysie; był trzykrotnie ranny. Po wojnie powrócił do rodzinnego Torunia, gdzie najpierw uzupełnił edukację na poziomie średnim, a następnie podjął dwa niezależne kierunki studiów na Uniwersytecie Mikołaja Kopernika – na Wydziale Humanistycznym etnografię i etnologię, na Wydziale Matematyczno-Filozoficznym geografię. Magisterium filozofii z etnografii i etnologii uzyskał w 1952.
Pierwsze dziesięć lat pracy zawodowej spędził w Wielkopolsce, wykonując obowiązki kierownika Wydziału Kultury w Prezydiach Powiatowych Rad Narodowych w Jarocinie i Pleszewie. W 1962 przeniósł się do województwa olsztyńskiego, w lipcu tegoż roku obejmując obowiązki kierownika Parku Etnograficznego w Olsztynku (w strukturze Muzeum Mazurskiego w Olsztynie). W 1968 placówka olsztynecka przekształcona została w Muzeum Budownictwa Ludowego, którego pierwszym dyrektorem pozostał Wieczerzak. W styczniu 1973 Wieczerzak przeszedł na stanowisko kierownika Działu Etnografii Muzeum Mazurskiego w Olsztynie (w stopniu kustosza).
W 1966 na Wydziale Rolnictwa Wyższej Szkoły Rolniczej w Olsztynie obronił rozprawę doktorską Tradycyjne uprawy roli w gospodarstwach chłopskich na Mazurach i Warmii w XIX i XX wieku (praca ukazała się drukiem w 1970). Przygotował również rozprawę Meblarstwo ludowe na Warmii i Mazurach w XIX i XX wieku; pozostała w maszynopisie praca miała być podstawą habilitacji. Łącznie ogłosił kilkanaście publikacji, w większości prezentujące skansen olsztyński na łamach różnych periodyków (m.in. w „Warmii i Mazurach”, 1970, nr 2; „Jantarowych Szlakach”, 1971, nr 8-9; „Materiałach Muzeum Budownictwa Ludowego w Sanoku”; „Roczniku Słowackiego Muzeum Narodowego w Martinie”; „Olsztyńskim Kalendarzu na rok 1970”). Ponadto opublikował m.in. Uwagi na temat tradycyjnego rolnictwa na Warmii i Mazurach w XVIII i XIX w. („Rocznik Olsztyński”, tom 7, 1968), Rośliny uprawiane na Mazurach i Warmii w drugiej połowie XIX i pierwszej połowie XX w. („Komunikaty Mazursko-Warmińskie”, 1968, zeszyt 3), Tradycyjna uprawa roli (w: Kultura ludowa Mazurów i Warmiaków, Wrocław-Warszawa 1976). W zbiorze Muzea na Warmii i Mazurach 1945-1974 (Olsztyn 1974) pisał o izbie regionalnej w Kutach, ekspozycji etnograficznej w Pozezdrzu oraz o izbie pamiątek w Węgorzewie.
Józef Wieczerzak brał udział w pracach zespołu specjalistów-etnografów przy Polskim Komitecie Międzynarodowej Rady Muzeów (International Council of Museums, ICOM). Był prezesem olsztyńskiego oddziału Polskiego Towarzystwa Ludoznawczego, wiceprezesem zarządu głównego Stowarzyszenia Społeczno-Kulturalnego „Pojezierze”, członkiem zwyczajnym Ośrodka Badań Naukowych im. Wojciecha Kętrzyńskiego w Olsztynie. 
Zmarł nagle 28 stycznia 1975 w Olsztynie. Pochowany został na cmentarzu parafialnym na Stawkach w Toruniu.

## Odznaczenia
Za udział w walkach na frontach II wojny światowej otrzymał odznaczenia bojowe: Odznakę Grunwaldzką (dwukrotnie), Medal Zwycięstwa i Wolności 1945, Medal za Odrę, Nysę, Bałtyk, Medal za Warszawę 1939-1945. Został także wyróżniony złotą odznaką „Zasłużony dla Warmii i Mazur”, odznaką „Zasłużony Działacz Kultury”, Złotą Odznaką Honorową Towarzystwa Przyjaźni Polsko-Radzieckiej.